# Mailto

mailto: est un schéma d'URI permettant de créer un lien hypertexte vers une adresse électronique.
Employé par exemple dans une page web en HTML, un tel lien permet à l'utilisateur qui l'a suivi de voir son client de messagerie démarrer l'écriture d'un nouveau message électronique, avec quelques champs déjà remplis, comme l'adresse du destinataire ou encore l'objet du message.

## Normes
mailto: a été défini par plusieurs RFC : la première fois en décembre 1994 par la a RFC 1738, puis mis à jour en juillet 1998 par la RFC 2368, qui a été finalement remplacée en octobre 2010 par la RFC 6068.

## Exemples
Extrait de la syntaxe de l'URI dans la norme  :
```
mailtoURI
 = "
mailto:
" [ 
to
 ] [ 
hfields
 ]

to
 = 
addr-spec
 *( "
,
" 
addr-spec
 )

hfields
 = "
?
" 
hfield
 *( "
&
" 
hfield
 )

hfield
 = 
hfname
 "
=
" 
hfvalue
```

où to est donc une ou plusieurs adresses courriel addr-spec de destinataire (séparées par une "," littérale (ou un ";") et ne comprenant chacune aucun caractère parmi ",", ";", "?", "&") et hfields les autres champs (séparés du champ to par un "?" littéral, ces champs étant séparés entre eux par un signe "&" et comprenant chacun deux parties : un nom symbolique de champ (hfield) ne comportant que des lettres ("from", "to", "cc", "bcc", "subject", "body") et une valeur (hfvalue) donnée à ce champ (qui dans le cas des champs nommés "from", "to", "cc" ou "bcc" peut également donner une ou plusieurs adresses courriel séparées par une "," ou un ";" ). Le champ explicitement nommé "to=..." peut remplacer le premier champ facultatif to, ou le compléter en donnant des adresses de destinataires supplémentaires.
- Avec une adresse courriel : mailto:p.dupond@example.com ou mailto:?to=p.dupond@example.com
- Avec un nom de destinataire convivial : mailto:Paul%20Dupond<p.dupond@example.com>
- Avec l'objet du message : mailto:p.dupond@example.com?subject=Sujet%20du%20courrier
- Avec plusieurs destinataires : mailto:p.dupond@example.com,j.martin@example.com[5] ou mailto:p.dupond@example.com?to=j.martin@example.com
- Avec un destinataire en copie : mailto:p.dupond@example.com?cc=j.martin@example.org
- Avec un destinataire en copie cachée : mailto:p.dupond@example.com?bcc=j.martin@example.org
- Avec un sujet et un contenu du message pré-remplis : mailto:p.dupond@example.com?subject=Bonjour%20Paul&body=J’espère%20que%20vous%20allez%20bien.%20--%20Jean.
- Avec un retour chariot dans le contenu du message : mailto:p.dupond@example.com?body=Bonjour%0d%0aAu%20revoir[6]
- Combinaison de différents champs : mailto:p.dupond@example.com?subject=Sujet%20du%20courrier&cc=pierre@example.org&bcc=jacques@example.net&body=Bonjour

## Utilisation sur une page Web
L'intégration de mailto: dans une balise HTML utilise le format suivant :
```
<
a
 
href
=
"mailto:p.dupond@example.com"
>
Cliquer ici pour m’envoyer un courriel.
</
a
>

```

## Inconvénients
- Les robots spambot peuvent récolter les adresses contenues dans les commandes mailto: pour l'envoi de pourriels.
- Un client de messagerie doit être configuré pour que le lien mailto: soit fonctionnel. Sinon, le lien mailto: ne permet pas d'envoyer de courriel. D'autant que les webmails sont très utilisés et ceux-ci sont rarement configurés comme client de messagerie par défaut du système. C'est une des raisons pour lesquelles de nombreux sites web proposent un Formulaire de contact plutôt qu'un lien mailto:.
- Les spécifications RFC ne limitent pas la longueur de la commande mailto:. Par contre, les logiciels gérant cette commande ont des limitations. Les premiers logiciels limitaient la taille à 255 caractères[7]. De nos jours, les navigateurs acceptent des tailles de plus en plus grandes, déplaçant cette limitation au niveau du Système d'exploitation et du client de messagerie[8]. Cependant, pour rester compatible avec les anciens systèmes, la taille de la commande mailto: doit rester modeste.